# Approximative Pivotstatistik
Eine approximative Pivotstatistik ist eine Folge von Funktionen in der mathematischen Statistik, die zur Konstruktion von approximativen Konfidenzbereichen verwendet wird. Sie bildet somit das asymptotische Pendant zur Pivotstatistik, welche zur Konstruktion von (nichtapproximativen) Konfidenzbereichen verwendet wird.

## Definition

### Rahmenbedingungen
Für {\displaystyle n\in \mathbb {N} } seien {\displaystyle (X_{n},{\mathcal {A}}_{n})} Messräume und {\displaystyle (P_{\vartheta ,n})_{\vartheta \in \Theta }} Familien von Wahrscheinlichkeitsmaßen auf {\displaystyle (X_{n},{\mathcal {A}}_{n})}.
Sei {\displaystyle (\Gamma ,{\mathcal {A}}_{\Gamma })} ein weiterer Messraum sowie
{\displaystyle g\colon \Theta \to \Gamma }
die zu schätzende Funktion.
In den meisten Fällen handelt es sich bei den Messräumen und den Familien von Wahrscheinlichkeitsmaßen um {\displaystyle n}-fache Produktmodelle. Typisches Beispiel hierfür wäre {\displaystyle X_{n}=\mathbb {R} ^{n}} und als Wahrscheinlichkeitsmaß ein entsprechendes Produktmaß {\displaystyle P_{\vartheta }^{n}} eines Wahrscheinlichkeitsmaßes {\displaystyle P_{\vartheta }} auf {\displaystyle \mathbb {R} }.

### Formalisierung
Eine Folge von Statistiken {\displaystyle (T_{n})_{n\in \mathbb {N} }} mit
{\displaystyle T_{n}\colon X_{n}\times \Gamma \to \Gamma }
heißt eine approximative Pivotstatistik für {\displaystyle g}, wenn gilt:
- Es existiert eine Wahrscheinlichkeitsverteilung {\displaystyle Q} auf {\displaystyle (\Gamma ,{\mathcal {A}}_{\Gamma })}, so dass die Verteilung von {\displaystyle T_{n}(\cdot ,g(\vartheta ))} für alle {\displaystyle \vartheta \in \Theta } gegen {\displaystyle Q} konvergiert. Es ist also

{\displaystyle P_{\vartheta }\circ T_{n}(\cdot ,g(\vartheta ))^{-1}{\stackrel {\mathcal {D}}{\rightarrow }}Q} für {\displaystyle n\to \infty } und für alle {\displaystyle \vartheta \in \Theta }.
- Für alle Mengen {\displaystyle B\in A_{\Gamma }} ist {\displaystyle \{x\in X_{n}\mid T_{n}(x,g(\vartheta ))\in B\}} in {\displaystyle {\mathcal {A}}^{n}} enthalten.

Die zweite Bedingung garantiert, dass allen Mengen in {\displaystyle {\mathcal {A}}_{\Gamma }} sinnvoll Wahrscheinlichkeiten durch die Wahrscheinlichkeitsmaße {\displaystyle P_{\vartheta }} zugeordnet werden können, das heißt die Verteilung von {\displaystyle T_{n}(\cdot ,g(\vartheta ))} für alle {\displaystyle \vartheta } wohldefiniert ist.

## Beispiel
Betrachte ein Bernoulli-Produktmodell, also
{\displaystyle X=\{0,1\}{\text{ und }}{\mathcal {A}}={\mathcal {P}}\{0,1\}}
versehen mit der Bernoulli-Verteilung zum Parameter {\displaystyle \vartheta \in (0,1)}.
Das {\displaystyle n}-fache Produktmodell ist dann {\displaystyle (X^{n},{\mathcal {A}}^{n},(\operatorname {Ber} _{\vartheta }^{n})_{\vartheta \in (0,1)})}. Geschätzt werden soll der Parameter der Bernoulli-Verteilung, also ist die zu schätzende Funktion
{\displaystyle g(\vartheta )=\vartheta }.
Sei {\displaystyle X=(X_{1},X_{2},\dots ,X_{n})} die Stichprobenvariable. Die {\displaystyle X_{i}} sind unabhängig identisch verteilt und es ist
{\displaystyle T_{n}(X,\vartheta )={\sqrt {n}}\left({\frac {\left({\tfrac {1}{n}}\sum _{i=1}^{n}X_{i}\right)-\vartheta }{\sqrt {\vartheta (1-\vartheta )}}}\right)}
eine approximative Pivotstatistik, da sie nach dem Satz von Moivre-Laplace gegen die Standardnormalverteilung konvergiert. Es ist also {\displaystyle Q={\mathcal {N}}(0,1)}.